# Style Boutique
Nintendo Presents: Style Boutique, conosciuto nell'America del Nord con il titolo Style Savvy ed in Giappone con il titolo Wagamama Fashion: Girls Mode (わがままファッション ガールズモード?), è un videogioco di moda sviluppato da  syn Sophia e pubblicato dalla Nintendo. È stato pubblicato per Nintendo DS il 23 ottobre 2008 in Giappone, il 23 ottobre 2009 in Europa ed il 2 novembre 2009 in America del Nord. Nel 2012 è stato pubblicato il sequel New Style Boutique.